# Виверження вулкана Таравера (1886)
Виверження вулкана Таравера сталося вночі 10 червня 1886 року на Північному острові Нової Зеландії. Це виверження стало найсмертоноснішим з моменту прибуття в цей регіон європейців. Воно є останнім виверженням вулкана Таравера. В результаті нього загинуло понад 120 осіб, в основному маорі, а також були зруйновані найближчі населені пункти.

## Виверження
Виверження сталося вночі 10 червня 1886 року, йому передувала серія з 30 наростаючих підземних поштовхів. Близько 2:00 ночі відчувся найбільший землетрус, за яким пролунав звук вибуху. Через розлом між вулканічним куполом Руавахіа і Таравера почався викид розплавленої породи. До 2:30 ночі почалося виверження кратерів вздовж трьох куполоподібних вершин Таравери. Близько 3.30 ранку розпочалася найбільша фаза виверження; отвори в Ротомахані призвели до пірокластичного сплеску, який знищив кілька сіл в радіусі 6 кілометрів. Хмари попелу піднялися на висоту до 10 кілометрів .

## Наслідки
В результаті виверження були зруйновані і поховані під шаром попелу селища Ті Тапахоро, Ті Аріки, Моура та інші. За офіційними даними загинуло 153 осіб, хоча вважається, що число загиблих складає 120 осіб.